# Szvámi Sivananda
Sivánanda Szaraszvati vagy másképp Szvámi Sivánanda (1887. szeptember 8. – Risikés,  1963. július 14.) hindu orvos, spirituális tanító, a róla elnevezett jógairányzat elméletének megalkotója, a Védánta tanítója, számos spirituális szervezet és jótékonysági intézmény alapítója.

## Életrajz

### Gyermekkora
1887. szeptember 8-án született Tamilnádu államban, Dél-Indiában, Kuppuszvámi (Kuppuswami) néven. Apja, Sri P. S. Vengu Iyer vallásos ember volt, Siva istenség követője. Családfáját egészen a XVI. századig vezette vissza, a tudós Appayya Dikshita-ig, akit széles körű, szenteknek kijáró tisztelet övezett.
A család tehetős volt, s anyagi javaik jelentős részét a rászorulók támogatására fordították, így a kis Kuppuszvámi is ebben a szellemben nőtt fel. Ez a jótékony hozzáállás későbbi szemléletmódját alapvetően határozta meg.

### Az iskolában töltött évek
Kuppuszvámit a tanárai kiváló képességű diáknak tartották, aki tanulmányi eredményeiben osztályelső volt. Szerette az irodalmat, a színjátszást, rendszeresen sportolt, különösen a vívás érdekelte. Környezetét, ágyát, ruházatát katonás rendben tartotta.
Bár a családja más életutat szánt neki, ő mégis az orvoslás tudománya felé fordult. Orvosi tanulmányait befejezve a Tanjore Medical Intézetben kezdte meg hivatása gyakorlását. Kezdetben a hét minden napján dolgozott, így munkabírásának és egészen kiváló memóriájának köszönhetően széles körű gyakorlatot szerzett a gyógyításban. Tapasztalatait az Indiában megjelenő orvosi lapban, az Ambrosia-ban is közzé tette.

### Malajziai évek
Az Indiában végzett munkájánál nagyobb kihívásokat keresett, ezért elutazott Malajziába. Állást keresve, Dr. Iyengar tanácsára fordult az ismert orvoshoz, Dr. Harold Parsons-hoz. Minden előzetes vezetői és gazdasági gyakorlat nélkül elvállalta egy kórház irányítását. Barátságos, segítőkész emberi természetének köszönhetően hamar megnyerte a kórházi dolgozókat és a város polgárait, és széles körben ismert személlyé vált. A kórházi munkája mellett magánpraxist is vezetett, s az itt végzett gyógyító tevékenységéért nem fogadott el díjazást, gyakran a saját pénzéből fedezte egy-egy páciense élelem-szükségletét.
Életének ebben a szakaszában sok testmozgást végzett, különösen a kerékpározást szerette. Számtalan könyvet olvasott a nyugati világban népszerű sportokról, versenyekről, mérkőzésekről. Egy rövid ideig az egyik helyi sportújság, a Malaya Tribune számára is írt tudósításokat.
Orvosi hivatásának köszönhetően Malajziában luxuskörülmények között élt és előkelő, nagyon drága ruhákban járt. Előszeretettel viselt szantálfából, aranyból és ezüstből készült kiegészítőket. Számtalan aranygyűrűt és nyakláncot vásárolt, melyeket válogatás nélkül, gyakran egyidejűleg viselt. Rajongott a kalapokért, komoly gyűjteményt birtokolt belőlük, ámbár igen ritkán viselte őket.

### A befelé fordulás időszaka
Fényűző életmódja mellett nem hanyagolta el napi spirituális gyakorlatait, kereste a mélyen vallásos emberek társaságát. Olyan gondolatok foglalkoztatták, mint például: "Vajon az emberi élet célja csupán az, hogy egyék és igyék, végezze a napi munkáját"? "Létezik-e magasabb szintű boldogság, mélyebb belső béke, mint a múlandó, hiú élvezetek"? "Miért olyan mérhetetlenül bizonytalan a földi lét, félelemmel teli, aggodalmakkal kísért, betegségekkel, tragédiákkal terhes"? "Milyen gyorsan múlik az idő, mennyire ideiglenes a hírnév, a létünk minden formája"? "Miért van, hogy ezen a világon minden remény, a béke és boldogság fájdalomba, csalódásba és szomorúságba torkollik"?
Eközben a mindennapok orvosi gyakorlatában folyamatosan találkozott a betegségek különböző formáival, a mérhetetlen emberi szenvedés bizonyítékaival. Ráébredt, hogy önmagában a jólét nem teszi boldoggá az embert, ezért a boldogság megtalálásának régóta ismert vallásos útját választotta: "a szív megtisztítását az önzetlen szolgálat által" (karma-jóga). Feladta az addigi könnyed és komfortos életét, és visszatért Indiába, hogy egy olyan ideális helyet keressen, amely alkalmas lehet meditációra, imádkozásra, és olyan tanulmányok végzésére, mely által megtalálhatja a magasabb szintű szolgálat gyakorlatát.

### A visszavonulás időszaka
Szvámi Sivánanda 1924-ben érkezett az észak-indiai Risikésbe. Egy napon, amikor a Gangesz partján üldögélt, felfigyel rá Szvámi Vishwananda, és tanítványának hívta őt a Szannyásza Rendbe. 1924. június 1-én letelepedett a Svarg Ásramban (Swarg Ashram), ahol megkapta a Szvámi Sivánanda nevet.
Az ásramban az élet nagyon szigorú volt, a bentlakók kirívóan rideg körülmények között éltek. Az önként vállalt megpróbáltatások közepette sikeresen gyakorolta orvosi feladatait, a szerzetesek és a zarándokok kisebb-nagyobb bajainak gyógyításával foglalatoskodott. Erre a célra költötte minden pénzét, melyet még élete Malajziában töltött szakaszában tett félre.
A 30-as évektől kezdődően vándorló szerzetesként bejárta egész Indiát. Meglátogatta a szubkontinens szent helyeit, tanított, előadásokat tartott, kirtan esteket vezetett.

### Az általa alapított szervezet
1936-ban tért vissza zarándoklatából Risikésbe. Még ebben az évben megalapította az Isteni Élet társaságát (Divine Life Society) azzal a céllal, hogy a spiritualitást terjessze, oktatási létesítményeket támogasson, árvákat és elesetteket szolgáljon.

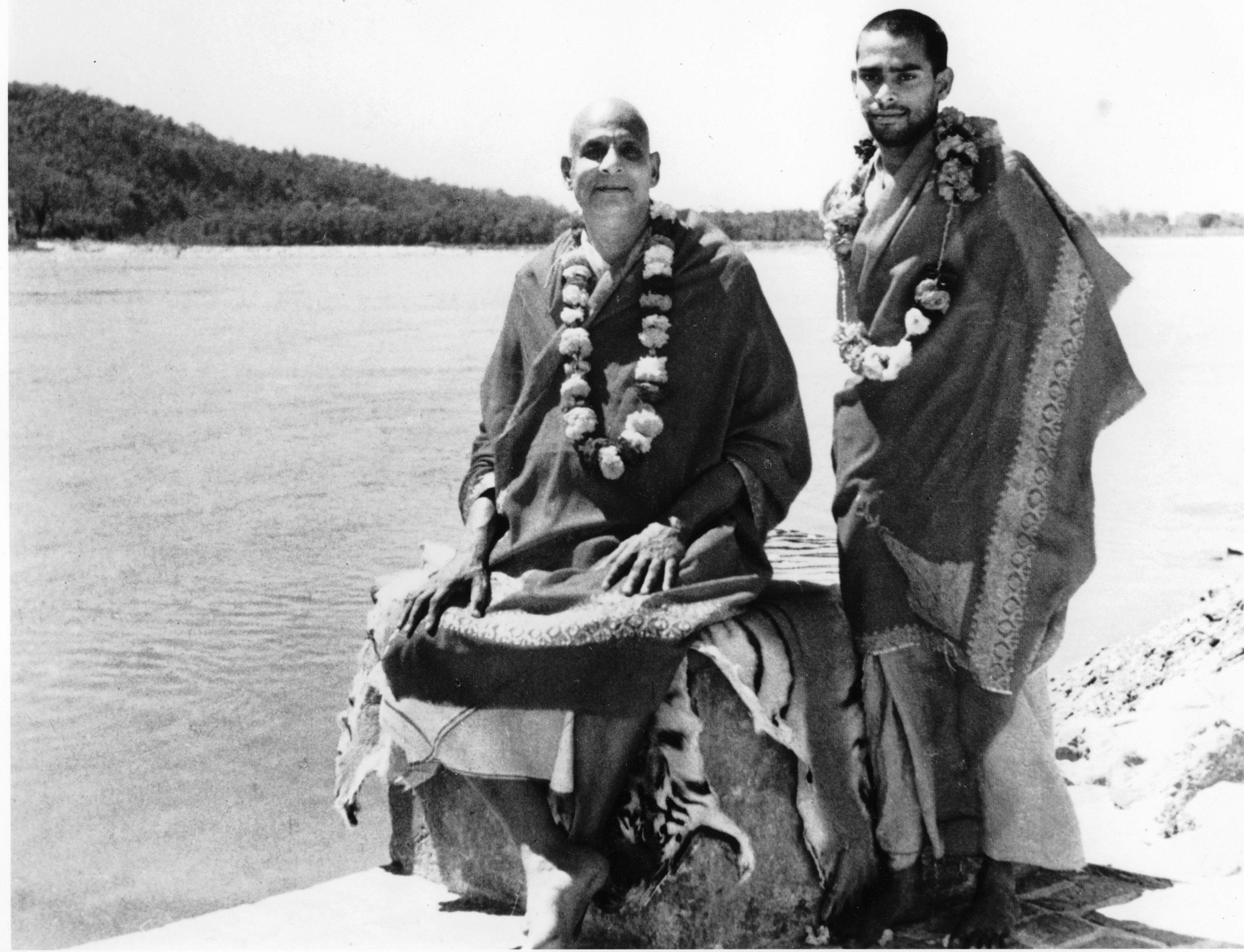
Szvámi Sivánanda és legfőbb tanítványa, Szvámi Visnu-dévananda

### Halála
1963. július 14-én halt meg Risikésben, a Gangesz partján álló kutirjában. Ekkor már súlyosan elhízott volt és számtalan egészségi probléma gyötörte. A tanítványai a halálát ezzel együtt úgy értelmezik, hogy belépett a mahászamádhijába, azaz elérte a bölcsesség legfelsőbb szintjét, s végeredményben halhatatlan bölccsé vált.
Életművét legfőbb tanítványa, Szvámi Visnu-dévananda vitte tovább, kiegészítve a tanításokat a testi és lelki egészség elérését és megtartását célzó módszerekkel, többek között a hatha jógával és pránajámával. 

## Életműve
Több szociális intézmény is létrehozott. 
- Tanítványai összefogásának a hatására megszervezte az Isteni Élet Társaságát, mely ma is aktívan működik.
- Létrehozta a Sivánanda Ájurvédikus Gyógyszertárat.
- Isteni Élet néven folyóiratot szerkesztett.
- Megalapította a Világ Vallásainak Szövetségét, mely a vallások egymás iránti toleranciáját hivatott erősíteni.
- Megalapította a Világ Szádhuinak Szövetségét, a világi életről lemondott zarándokok összefogására.
- Megalapította a Védikus Jóga Erdei Akadémiát, hogy a tanítványait szervezett keretek között folyó szellemi oktatásban részesítse.
- 1950-ben körutazást tett Indiában, minek hatására rengeteg kereső lélek látogatott el ásramjába.
- 1957-ben megnyitotta a Sivánanda Szemklinikát, majd a Sivánanda Irodalmi Intézetet, hogy lehetőséget teremtsen a több, mint háromszáz könyve és egyéb írásai tanulmányozására, illetve a más nyelvekre való lefordítására.[5]

## Művei

### Magyarul
- Rádzsa-jóga; ford. Tóth András László; Pythia, Onga, 2010, ISBN 9789639790438
- Utak a boldogsághoz – tanítások az élet céljáról és elérésének módjairól; Spirituart Jóga Alapítvány–Sivananda Jógaközpont, Bp., 2012, ISBN 9789630849999
- Sivánanda-kézikönyv a meditációhoz az elme feletti uralom és a transzcendens megtapasztalása; Ursus Libris–Sivananda Jógaközpont, Bp., 2012
- Jóga az elme és a test harmóniája; Sivananda Jógaközpont, Bp., 2013, ISBN 9789630860932
- Kírtana. Sivánanda énekes füzet; terv., szerk. Kovács Éva; Sivánanda Jógaközpont, Bp., 2016